# Stephanie Egger
Stephanie Egger (ur. 12 sierpnia 1988 w St. Gallen) – szwajcarska judoczka oraz zawodniczka MMA wagi koguciej. W latach 2020–2024 była zawodniczką największej organizacji MMA na świecie – UFC. Walczyła m.in. w Invicta Fighting Championships oraz w Rizin FF.

## Życiorys
Egger dorastała w St. Gallen, w Szwajcarii z trójką rodzeństwa, z których jednym jest szwajcarski polityk Mike Egger.
Zaczęła trenować judo w wieku pięciu lat, ostatecznie zdobywając czarny pas w tej dyscyplinie. Zwyciężyła w Mistrzostwach Europy do lat 23 w 2010 roku i była mistrzynią Szwajcarii w judo w kategorii +63 kg w latach 2011, 2012 i 2013. Następnie wycofała się z zawodów judo z powodu dokuczliwych kontuzji i odkryła mieszane sztuki walki, trenując grappling i boks. Egger wygrała także europejskie zawody ADCC w 2019 r. w wadze 60 kg. Wieloletnia posiadaczka czarnego pasa brała udział w Mistrzostwach Świata ADCC 2019.
Oprócz wielu godzin codziennych treningów Stephanie Egger pracuje w rodzinnej restauracji w Berneck.

## Osiągnięcia

### Grappling
- 2016: Mistrzostwa Europy ADCC – 1. miejsce w kat. 60 kg (Mainz)
- 2019: Mistrzostwa Europy ADCC – 1. miejsce w kat. 60 kg (Poznań)[9]

### Judo
- 2010: Mistrzostwa Europy do lat 23 w Sarajewie – 1 miejsce[10]

## Lista zawodowych walk w MMA
| Wynik     | Bilans | Przeciwnik (bilans przed walką) | Rozstrzygnięcie                             | Runda | Czas | Rozgrywki                             | Data       | Miejsce     | Uwagi                                                           |
| --------- | ------ | ------------------------------- | ------------------------------------------- | ----- | ---- | ------------------------------------- | ---------- | ----------- | --------------------------------------------------------------- |
| Przegrana | 8-5    | Luana Santos (6-1)              | Decyzja (jednogłośna)                       | 3     | 5:00 | UFC Fight Night: Song vs. Gutiérrez   | 09.12.2023 | Las Vegas   | Limit umowny -63 kg. Santos nie wypełniła limitu wagowego.      |
| Przegrana | 8-4    | Irina Alekseeva (4-1)           | Poddania (dźwignia prosta na staw kolanowy) | 1     | 2:11 | UFC on ESPN: Song vs. Simón           | 29.04.2023 | Las Vegas   | Limit umowny -63.5 kg. Alekseeva nie wypełniła limitu wagowego. |
| Wygrana   | 8-3    | Ailín Pérez (7-1)               | Poddanie (duszenie zza pleców)              | 2     | 4:54 | UFC Fight Night: Gane vs. Tuivasa     | 03.09.2022 | Paryż       | Pojedynek w kategorii piórkowej kobiet.                         |
| Przegrana | 7-3    | Mayra Bueno Silva (8-2-1)       | Poddanie (dźwignia prosta na staw łokciowy) | 1     | 1:17 | UFC on ESPN: Santos vs. Hill          | 06.08.2022 | Las Vegas   |                                                                 |
| Wygrana   | 7-2    | Jessica-Rose Clark (11-6. 1 NC) | Poddanie (dźwignia prosta na staw łokciowy) | 1     | 3:44 | UFC Fight Night: Walker vs. Hill      | 19.02.2022 | Las Vegas   | Bonus za występ wieczoru.                                       |
| Wygrana   | 6-2    | Shanna Young (7-3)              | TKO (ciosy łokciami w parterze)             | 2     | 2:22 | UFC Fight Night: Santos vs. Walker    | 02.10.2021 | Las Vegas   |                                                                 |
| Przegrana | 5-2    | Tracy Cortez (7-1)              | Decyzja (jednogłośna)                       | 3     | 5:00 | UFC Fight Night: Moraes vs. Sandhagen | 10.10.2020 | Abu Dhabi   | Debiut w UFC.                                                   |
| Wygrana   | 5-1    | Cinja Kiefer (4-4)              | Poddanie (duszenie zza pleców)              | 1     | 2:41 | Buddy MMA Clash 3                     | 05.09.2020 | St. Gallen  |                                                                 |
| Wygrana   | 4-1    | Reina Miura (11-2)              | Decyzja (jednogłośna)                       | 3     | 5:00 | Rizin 17                              | 28.07.2019 | Saitama     | Limit umowny -63 kg. Debiut w Rizin FF.                         |
| Wygrana   | 3-1    | Eeva Siiskonen (5-4-2)          | TKO (ciosy pięściami)                       | 1     | 2:07 | Buddy MMA Clash 2                     | 31.03.2018 | St. Gallen  | Limit umowny -63.5 kg.                                          |
| Przegrana | 2-1    | Alexa Conners (0-1)             | Decyzja (niejednogłośna)                    | 3     | 5:00 | Invicta FC 20: Evinger vs. Kunitskaya | 18.11.2016 | Kansas City | Debiut w Invicta Fighting Championships.                        |
| Wygrana   | 2-0    | Mara Romero Borella (5-2. 1 NC) | TKO (przerwanie przez narożnik)             | 1     | 5:00 | Arena Fighting Games                  | 04.10.2015 | Mediolan    | Debiut w kategorii koguciej kobiet.                             |
| Wygrana   | 1-0    | Judith Ruis (1-0)               | Poddanie (dźwignia prosta na staw łokciowy) | 1     | 1:30 | Respect Fighting Championship 14      | 19.09.2015 | Karlsruhe   | Debiut w zawodowym MMA. Debiut w kategorii piórkowej kobiet.    |